# Mistrzostwa Europy w Kolarstwie Szosowym 2020
Mistrzostwa Europy w Kolarstwie Szosowym 2020 – zawody mające wyłonić najlepszych kolarzy szosowych w Europy, które odbyły się w dniach od 24 do 28 sierpnia 2021 w Plouay.

## Medaliści

### Mężczyźni

#### Elita
| Konkurencja                              | Złoto           | Srebro        | Brąz               | Źródło |
| ---------------------------------------- | --------------- | ------------- | ------------------ | ------ |
| jazda indywidualna na czas (24 sierpnia) | Stefan Küng     | Rémi Cavagna  | Victor Campenaerts | [ 1 ]  |
| wyścig ze startu wspólnego (26 sierpnia) | Giacomo Nizzolo | Arnaud Démare | Pascal Ackermann   | [ 2 ]  |

#### U23
| Konkurencja                              | Złoto                   | Srebro           | Brąz            | Źródło |
| ---------------------------------------- | ----------------------- | ---------------- | --------------- | ------ |
| jazda indywidualna na czas (24 sierpnia) | Andreas Leknessund      | Stefan Bissegger | Ilan Van Wilder | [ 3 ]  |
| wyścig ze startu wspólnego (27 sierpnia) | Jonas Iversby Hvideberg | Anthon Charmig   | Vojtěch Řepa    | [ 4 ]  |

#### Juniorzy
| Konkurencja                              | Złoto           | Srebro        | Brąz           | Źródło |
| ---------------------------------------- | --------------- | ------------- | -------------- | ------ |
| jazda indywidualna na czas (24 sierpnia) | Mathias Vacek   | Marco Brenner | Lorenzo Milesi | [ 5 ]  |
| wyścig ze startu wspólnego (28 sierpnia) | Kasper Andersen | Pavel Bittner | Arnaud De Lie  | [ 6 ]  |

### Kobiety

#### Elita
| Konkurencja                              | Złoto                | Srebro               | Brąz                 | Źródło |
| ---------------------------------------- | -------------------- | -------------------- | -------------------- | ------ |
| jazda indywidualna na czas (24 sierpnia) | Anna van der Breggen | Ellen van Dijk       | Marlen Reusser       | [ 7 ]  |
| wyścig ze startu wspólnego (27 sierpnia) | Annemiek van Vleuten | Elisa Longo Borghini | Katarzyna Niewiadoma | [ 8 ]  |

#### U23
| Konkurencja                              | Złoto         | Srebro         | Brąz                     | Źródło |
| ---------------------------------------- | ------------- | -------------- | ------------------------ | ------ |
| jazda indywidualna na czas (24 sierpnia) | Hannah Ludwig | Franziska Koch | Marta Jaskulska          | [ 9 ]  |
| wyścig ze startu wspólnego (26 sierpnia) | Elisa Balsamo | Lonneke Uneken | Emma Norsgaard Jørgensen | [ 10 ] |

#### Juniorki
| Konkurencja                              | Złoto               | Srebro         | Brąz              | Źródło |
| ---------------------------------------- | ------------------- | -------------- | ----------------- | ------ |
| jazda indywidualna na czas (24 sierpnia) | Elise Uijen         | Maeva Squiban  | Carlotta Cipressi | [ 11 ] |
| wyścig ze startu wspólnego (28 sierpnia) | Eleonora Gasparrini | Marith Vanhove | Katrijn De Clercq | [ 12 ] |

### Konkurencje mieszane

#### Elita
| Wyścig                                | Złoto                                                                                                | Srebro | Brąz | Źródło |
| ------------------------------------- | --- | --- | --- | ------ |
| jazda drużynowa na czas (28 sierpnia) | Niemcy Lisa Brennauer · Lisa Klein · Mieke Kröger · Miguel Heidemann · Michel Hessmann · Justin Wolf | Szwajcaria Elise Chabbey · Marlen Reusser · Kathrin Stirnemann · Stefan Bissegger · Robin Froidevaux · Claudio Imhof | Włochy Vittoria Bussi · Elena Cecchini · Vittoria Guazzini · Edoardo Affini · Liam Bertazzo · Davide Plebani | [ 13 ] |